# Jimmy Morales
James Ernesto "Jimmy" Morales Cabrera (født 18. marts 1969) er en guatemalansk politiker og Guatemalas præsident fra 2016 til 2020. Han blev opstillet ved præsidentvalget i 2015 og vandt den 25. oktober 2015, hvorefter han blev indsat i embedet som præsident den 16. januar 2016.
Morales kommer fra en fattig familie og er evangelisk kristen. Han er uddannet indenfor Business Administration fra Universidad de San Carlos de Guatemala og teologi. Han har endvidere fungeret som tegnefilmsdubber.[kilde mangler]